# Giorgio Armari
Giorgio Armari (Ferrara, 25 aprile 1895 – Castelfranco Veneto, 4 ottobre 1956) è stato un calciatore e allenatore di calcio italiano, di ruolo interno sinistro.

## Carriera

### Calciatore
Dopo aver militato nella SPAL, gioca due campionati in Prima Divisione con il Modena, disputando in totale 29 gare; nel 1923 torna alla formazione ferrarese dove disputa 2 partite.
Nel 1930-1931 viene chiamato dall'Avellino come allenatore, stagione in cui colleziona per gli Irpini anche qualche presenza come calciatore, conquistando il quarto posto nella Seconda Divisione campana. Rimane all'Avellino fino al 1932, quando viene posto in lista di trasferimento.

### Allenatore
Allena il Catania e l'Avellino, quest'ultima nella doppia veste di giocatore-allenatore, prima di ritornare al Catania e concludere la sua carriera sulla panchina della SPAL nel 1943, dopo un'altra parentesi campana a Battipaglia e Caserta.